# Ясеновский район
Ясеновский район — административно-территориальная единица в составе Курской области РСФСР, существовавшая в 1935—1956 годах. Административный центр — село Нижне-Гнилое.

## Население
По данным переписи 1939 года в Ясеновском районе проживало 25 776 чел., в том числе русские — 98,9 %.

## История
Ясеновский район был образован 18 января 1935 года в составе Курской области.
По данным 1940 года район включал 11 сельсоветов: Богородицкий, Висловский, Волотский, Кулевский, Мокрецкий, Нижне-Верховский, Нижне-Гниловский, Ново-Мелавский, Старо-Мелавский, Старо-Боговский и Ясеновский.
24 мая 1956 года Ясеновский район был упразднён, а его территория передана в Горшеченский район.